# Keep Dreaming
Keep Dreaming（キープドリーミング）は、愛知県名古屋市の演劇ユニット。通称「KPD」。主宰は田代興眞。

## 概要
2021年11月23日に未成年の役者達で結成。名古屋を活動拠点として活動している。

## 過去本公演
- Keep Dreaming 旗揚げ公演「夢-DREAM-」

作・演出・脚本 田代興眞（2022年10月9日 - 10日、ユースクエア「プレイルーム」）